# Lois Pereiro

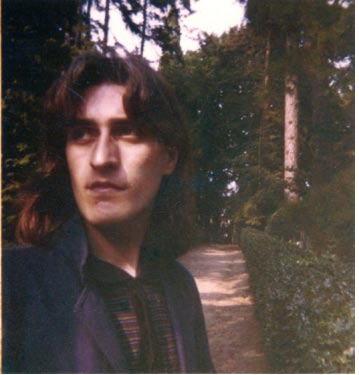
Lois Pereiro.

Lois Pereiro (Monforte de Lemos, 16 febbraio 1958 – A Coruña, 24 maggio 1996) è stato un poeta e scrittore spagnolo di lingua e cultura galiziana.

## Opere
- Poemas 1981/1991 (1992)
- Poesía última de amor e enfermidade (1995)
- Poemas para unha Loia (1997)
- Conversa ultramarina (2010)
- Náufragos do Paraíso (2011)
- Antoloxía (2011)
- Modesta proposición e outros ensaios (2011
- Obra poética completa (2011)
- Obra completa (2011)